# Gestão de valor agregado
A gestão de valor agregado (português europeu) ou gerenciamento do valor agregado (português brasileiro) (GVA)  (em inglês Earned Value Management - EVM) é uma metodologia utilizada para integrar escopo, cronograma e recursos em gerência de projetos, que consiste em medir objetivamente o desempenho e o progresso do projeto comparando custos (real e planejado) e valor agregado.
A técnica do valor agregado, comumente chamada TVA (do inglês Earned Value Technique), consiste na comparação de três curvas de desempenho:
- Custo Orçado do Trabalho Agendado (Valor Planejado - VP) ou PV (Planned Value)
- Custo Orçado do Trabalho Realizado (Valor Agregado - VA) ou EV (Earned Value)
- Custo Real do Trabalho Realizado (Custo Real - CR) ou AC (Actual Cost)

A TVA é utilizada para relatar o estado do projeto em termos de custo e tempo, o que permite uma visão holística do progresso do projeto. A representação gráfica do projeto ao longo do tempo é a chamada "Curva S", onde se compara o planejado com o realizado. O formato de "S" vem da integralização de uma curva resultante do histograma de uso de recursos em termos de custos.

## Introdução ao Valor Agregado
Características essenciais de qualquer implementação de GVA inclui:
1. Um plano de projeto que identifica o trabalho a ser cumprido;
2. Uma avaliação do trabalho planejado, chamada Valor Planejado - VP (Planned Value - PV) ou Custo Orçado do Trabalho Agendado - COTA (Budgeted Cost of Work Scheduled - BCWS); e
3. Regras de ganho pré-definidas (também chamadas métricas) para quantificar o trabalho executado, chamado Valor Agregado - VA (Earned Value - EV) ou Custo Orçado do Trabalho Executado - COTE (Budgeted Cost Of Work Performed - BCWP).

Implementações de GVA para projetos grandes ou complexos incluem muito mais características, como indicadores e previsões do desempenho de custo (super orçado ou supra orçado) e desempenho de cronograma (à frente ou atrás do cronograma). Entretanto, o requisito mais básico de sistemas GVA é que quantifica o progresso usando VP ou VA.

## Acompanhamento de projetos sem GVA
É interessante ver um exemplo de acompanhamento de projetos que não incluem gerenciamento de desempenho de VA. Considere um projeto que foi planejado em detalhes, incluindo uma fase planejada para todos elementos do trabalho. Figura 1 mostra o orçamento cumulativo para este projeto como uma função do tempo (linha azul). Também mostra o custo atual cumulativo (linha rosa) até oitava semana. Entretanto, o que está sendo perdido este gráfico é qualquer entendimento de quanto trabalho foi executado durante o projeto. Se o projeto deste gráfico foi realmente completado na oitava semana, então o projeto na realidade estaria bem abaixo do orçamento e bem à frente do cronograma. Se, no entanto, o projeto está somente dez por cento completo na oitava semana, então o projeto está significativamente acima do orçamento e atrás do cronograma. Um método é necessário para medir objetivamente e qualitativamente desempenho técnico, e que é o que GVA faz.

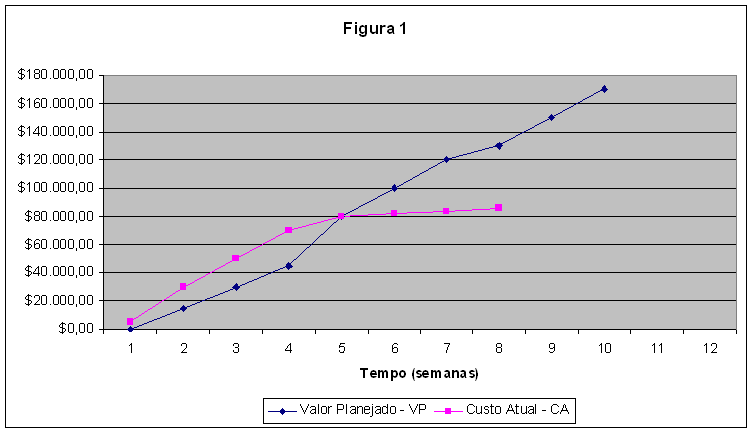
Legenda

## Definições e Fórmulas
- Variação de Custo VC ou CV (Cost Variance)

É uma medida do desempenho, em termos de custo, em um projeto. É a diferença algébrica entre o valor agregado (earned value) e o custo real (actual cost). Um valor positivo indica um bom desempenho.
{\displaystyle CV=EV-AC}
- Variação de Cronograma ou Prazos VPR[3] ou SV (Schedule Variance)

É uma medida do desempenho ao atender o cronograma de um projeto. É a diferença algébrica entre o valor agregado (earned value) e o valor planejado (planned value). Um valor positivo demonstra que a entrega do valor é antecipado. Vale observar que isto não significa necessariamente que haja antecipação do marco final do projeto, pois para que se possa afirmar uma antecipação efetiva, todas as variações observadas devem ser no caminho crítico do projeto.
{\displaystyle SV=EV-PV}
- Índice de Desempenho de Custo - IDC - ou CPI (Cost Performance Index)

É uma medida da eficiência, em termos de custo, em um projeto. É a razão entre o valor agregado (earned value) e o custo real (actual cost). Índice de Desempenho de Custo maior ou igual a 1 indica que os recursos do projeto estão sendo utilizados de forma eficiente.
{\displaystyle CPI=EV/AC}
- Índice de Desempenho de Prazos - IDP - ou SPI (Schedule Performance Index)

É uma medida da eficiência ao atender o cronograma de um projeto. É a razão entre o valor agregado (earned value) e o valor planejado (planned value). Índice de Performance de Cronograma maior ou igual a 1 indica ritmo eficiente de avanço no cronograma.
{\displaystyle SPI=EV/PV}
- Análise dos Casos dos Índices de Desempenho :

CPI < 1 ⇒ Projeto está com custo maior que o previsto no orçamento.
CPI > 1 ⇒ Projeto está com custo menor que o previsto no orçamento.
CPI = 1 ⇒ Projeto está com os custos iguais aos previstos no orçamento.
SPI < 1 ⇒ Projeto está com o cronograma atrasado em relação ao previsto.
SPI > 1 ⇒ Projeto está com o cronograma adiantado em relação ao previsto.
SPI = 1 ⇒ Projeto está com o cronograma em dia em relação ao previsto.

## Limitações do GVA

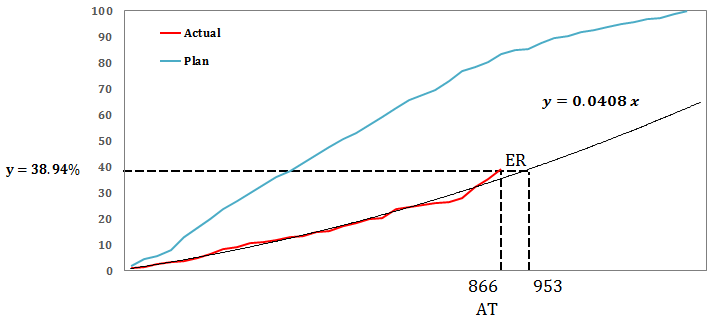
Estimate at Completion (EAC).

GVA não provê medidas para medir qualidade do projeto, então é possível que GVA indique que um projeto está abaixo do orçamento, à frente do cronograma e escopo executado. Em outras palavras, GVA é somente uma ferramenta da caixa de ferramentas do gerente de projetos.
Desde que GVA requer quantificação do plano de projeto, é geralmente percebido como sendo incapaz para projetos orientados a descobertas ou projetos de software ágeis. Por exemplo, pode ser impossível planejar certos projetos de pesquisa adiantadamente, desde que pesquisa propriamente dita descubra algumas oportunidades (caminhos de pesquisa) e ativamente limite outras. Entretanto, algumas escolas de pensamento continuam acreditando que todo trabalho pode ser planejado, mesmo que em timeboxes semanais ou outros incrementos curtos. Assim, o desafio é criar implementações ágeis ou orientadas à descobertas com o princípio GVA, e não simplesmente rejeitar a noção de medidas de desempenho técnico objetivas.